# Seothyra roshensis
Seothyra roshensis är en spindelart som beskrevs av Ansie S. Dippenaar-Schoeman 1991. Seothyra roshensis ingår i släktet Seothyra och familjen sammetsspindlar.
Artens utbredningsområde är Namibia. Inga underarter finns listade i Catalogue of Life.